# Distrito electoral de Gandy (condado de Logan, Nebraska)
Gandy (en inglés: Gandy Precinct) es un distrito electoral ubicado en el condado de Logan en el estado estadounidense de Nebraska. En el Censo de 2010 tenía una población de 120 habitantes y una densidad poblacional de 0,77 personas por km².

## Geografía
Gandy se encuentra ubicado en las coordenadas 41°28′53″N 100°26′30″O / 41.48139, -100.44167. Según la Oficina del Censo de los Estados Unidos, Gandy tiene una superficie total de 155.9 km², de la cual 155.88 km² corresponden a tierra firme y (0.01%) 0.02 km² es agua.

## Demografía
Según el censo de 2010, había 120 personas residiendo en Gandy. La densidad de población era de 0,77 hab./km². De los 120 habitantes, Gandy estaba compuesto por el 96.67% blancos, el 2.5% eran amerindios y el 0.83% pertenecían a dos o más razas. Del total de la población el 0.83% eran hispanos o latinos de cualquier raza.